# Glenn Chandler
Glenn Chandler (Edimburgo, 12 marzo 1949) è uno scrittore e drammaturgo scozzese, romanziere e sceneggiatore televisivo, rinomato anche per la serie poliziescaTV Taggart, ha vinto un BAFTA nel 1991 e un Writers‘ Guild Award nel 1993.

## Televisione
- Taggart (1983 - corrente) STV
- Dalziel and Pascoe (2006) BBC
- Dr Crippen (2004) Yorkshire Television
- The Brides in the Bath (2003) Yorkshire Television
- A Is for Acid (2002) Yorkshire Television
- The Life and Crimes of William Palmer (1998) Yorkshire Television
- Chiller (1995) Yorkshire Television
- Call Me Mister (1986) BBC
- Crown Court (1982–1984) Granada Television
- Dramarama (1983) STV
- Angels (1975) BBC
- The Jewel and the Magpie Granada Television
- The Kidnap of Mrs Muriel McKay Granada Television
- To Kidnap a Princess Granada Television

## Film
- Deadly Advice (1994) Zenith Productions
- True North
- Savage Tide (2004) Ecosse Films
- Final Sentence Ecosse Films

## Teatro
- Killers (regia di Liam Rudden) al Brighton Fringe 2013 & Edinburgh Fringe 2013[3]
- On The Game (Little Theatre Club)
- The Private (Pitlochry Workshop Theatre, Soho Poly)
- Biker's Knoll (regia di Brian Croucher)
- A Treat (regia di Brian Croucher al Brighton Actors' Workshop)
- Moonlight Across the Heather (regia di Brian Croucher)
- A Curse (regia di Brian Croucher, prodotto nei Paesi Bassi)
- Boys of the Empire (regia di Patrick Wilde al Edinburgh Fringe e succ. al King's Head Theatre)
- Scouts in Bondage (regia di Terence Barton al King's Head Theatre)

## BBC Radio
Programmi didattici
- Inquiry 7 sceneggiature
- Life Time 2 sceneggiature
- Drammi per ragazzi: Job, Which Job?

Drammi radiofonici
- A Little White Lie 30'
- Rough Play 60'
- Laddie Time 45'
- Another Gaff, Another Night 45'
- The Horseman's Word 30'
- Wallace's Warblers 30'
- Green Street Revisited 30'
- Fisherman's Tales 30'
- Wayfarers 30'

## Libri
Serie Detective Madden
- Dead Sight (Hodder & Stoughton, ottobre 2004)
- Savage Tide (Hodder & Stoughton, luglio 2003)

Narrativa dell'orrore
- The Sanctuary (Hamlyn)
- The Tribe (Hamlyn)

Saggistica
- Burning Poison (Lea Valley Press)
- Killer (Mainstream)
- Taggart's Glasgow (Lennard Publishing)

## Premi
- BAFTA (1997) Taggart nominato al Best Drama Serial Award[2]
- BAFTA (1995) nominato Miglior Scrittore TV[4]
- Writers' Guild of Great Britain Award (1993) vincitore del Best Original Drama Serial[2]
- BAFTA (1991) Taggart vincitore del Best Drama Serial Award[4]